# 旧北区

旧北区の位置

旧北区（きゅうほっく、きゅうほくく、PalearcticまたはPalaearctic）は、生物地理区の一区分である。
東アジアの大部分（日本のトカラ列島悪石島以北、中国の秦嶺山脈以北、朝鮮半島 、台湾 ）、北アジアおよび中央アジア、中東（アラビア半島南部およびイラン南部は除く）、ヨーロッパを含むヒマラヤ山脈以北のユーラシア大陸および北アフリカ（サハラ砂漠以北）から成る広大なエリアである。面積は5410万平方キロメートル。
日本は、トカラ列島南部の悪石島と小宝島の間にある渡瀬線を境に、北が旧北区、南が東洋区に含まれる。
区内は、亜熱帯・温帯・亜寒帯・寒帯と多彩で、また四季の変化がはっきりしている。
旧北区の代表的な動物として、ラクダ、ヒツジ、ウマ、ノガン等がある。